# XXXI Universiade invernale
I XXXI Giochi universitari invernali (in inglese 2023 FISU World University Games Winter) si sono svolti dal 12 al 22 gennaio 2023 a Lake Placid, negli Stati Uniti d'America.

## Processo di selezione
La FISU ha visitato l'area nel giugno 2017. Il 5 marzo 2018 è stata annunciata ufficialmente l'assegnazione dell'organizzazione a Lake Placid; i funzionari della FISU hanno definito la candidatura come una delle più forti nella storia delle Universiadi.
Dato che la XXX Universiade invernale fu cancellata a causa della pandemia di COVID-19 in Svizzera, il passaggio di consegne formale è avvenuto in una cerimonia organizzata a Torino nel gennaio 2022. Un evento di lancio si svolse a Lake Placid il 23 gennaio 2022.

## Programma
| CA | Cerimonia d'apertura | ● | Competizioni | 1 | Finali | CC | Cerimonia di chiusura |

| Gennaio                 | 11 Mer | 12 Gio | 13 Ven | 14 Sab | 15 Dom | 16 Lun | 17 Mar | 18 Mer | 19 Gio | 20 Ven | 21 Sab | 22 Dom | Eventi |
| ----------------------- | ------ | ------ | ------ | ------ | ------ | ------ | ------ | ------ | ------ | ------ | ------ | ------ | ------ |
| Cerimonie               |        | CA     |        |        |        |        |        |        |        |        |        | CC     |        |
| Biathlon                |        |        |        | 2      |        | 1      |        | 2      | 2      |        | 2      |        | 9      |
| Combinata nordica       |        |        | 2      |        | ●      | 2      | 1      |        | 1      |        |        |        | 6      |
| Curling                 |        |        | ●      | ●      | ●      | ●      | ●      | ●      | ●      | 1      | 1      |        | 2      |
| Freestyle               |        |        |        |        | ●      | 2      | ●      | 2      | ●      | 2      |        |        | 6      |
| Hockey su ghiaccio      | ●      | ●      | ●      | ●      | ●      | ●      | ●      | ●      | ●      | ●      | 1      | 1      | 2      |
| Pattinaggio di figura   |        |        | ●      |        | 2      | 1      |        |        |        |        |        |        | 3      |
| Pattinaggio di velocità |        |        |        |        | 2      | 2      | 2      | 2      | 3      | 2      |        |        | 13     |
| Salto con gli sci       |        |        |        |        |        | 2      |        | 1      |        | 2      |        |        | 5      |
| Sci alpino              |        |        |        | 2      | ●      | 2      | 1      | 1      | 1      | 1      | 1      |        | 9      |
| Sci di fondo            |        |        | 1      |        | 2      |        | 2      | 2      |        | 2      |        | 2      | 11     |
| Short track             |        |        |        |        |        |        |        |        | 3      | 3      | 3      |        | 9      |
| Snowboard               |        | ●      | 2      |        |        |        | ●      | 2      | ●      | 2      | 2      | 2      | 10     |
| Eventi totali           |        |        | 5      | 5      | 8      | 9      | 6      | 12     | 9      | 14     | 12     | 5      | 85     |
| Totale complessivo      |        |        | 5      | 10     | 18     | 27     | 33     | 45     | 54     | 68     | 80     | 85     | 85     |
| Gennaio                 | 11 Mer | 12 Gio | 13 Ven | 14 Sab | 15 Dom | 16 Lun | 17 Mar | 18 Mer | 19 Gio | 20 Ven | 21 Sab | 22 Dom | Eventi |

## Medagliere
Paese ospitante
| Pos.   | Paese         | Oro | Argento | Bronzo | Totale |
| ------ | ------------- | --- | ------- | ------ | ------ |
| 1      | Giappone      | 21  | 17      | 10     | 48     |
| 2      | Corea del Sud | 12  | 8       | 9      | 29     |
| 3      | Canada        | 6   | 1       | 6      | 12     |
| 4      | Francia       | 5   | 6       | 7      | 18     |
| 5      | Polonia       | 5   | 6       | 6      | 17     |
| 6      | Rep. Ceca     | 5   | 1       | 6      | 12     |
| 7      | Finlandia     | 4   | 1       | 2      | 7      |
| 8      | Stati Uniti   | 3   | 8       | 6      | 17     |
| 9      | Svizzera      | 3   | 6       | 2      | 11     |
| 10     | Germania      | 3   | 4       | 6      | 13     |
| 11     | Kazakistan    | 3   | 4       | 4      | 11     |
| 12     | Austria       | 3   | 4       | 1      | 8      |
| 13     | Italia        | 3   | 3       | 4      | 10     |
| 14     | Estonia       | 2   | 2       | 0      | 4      |
| 15     | Spagna        | 2   | 1       | 2      | 5      |
| 16     | Gran Bretagna | 2   | 0       | 1      | 3      |
| 17     | Cina          | 1   | 2       | 1      | 4      |
| 18     | Ucraina       | 1   | 1       | 2      | 4      |
| 19     | Svezia        | 1   | 0       | 2      | 2      |
| 20     | Norvegia      | 0   | 6       | 3      | 9      |
| 21     | Thailandia    | 0   | 1       | 1      | 2      |
| 22     | Lituania      | 0   | 1       | 0      | 1      |
| 22     | Slovacchia    | 0   | 1       | 0      | 1      |
| 24     | Paesi Bassi   | 0   | 0       | 1      | 1      |
| 24     | Slovenia      | 0   | 0       | 1      | 1      |
| Totale | Totale        | 85  | 85      | 85     | 255    |